# Agnes Hoppin
Agnes Clark Hoppin (* 26. September 1874 in Providence, Rhode Island; † 27. Februar 1898) war eine US-amerikanische Frau.
Sie kam als Tochter des Arztes Courtland Hoppin (1834–1876) und der Mary Frances Clark zur Welt und hatte vier Geschwister: Eleanor, Sarah Dunn, Joseph und Thomas Courtland. Ihr Vater starb, als sie erst zwei Jahre alt war. Sie selbst starb mit 23 Jahren und wurde in ihrer Heimatstadt Providence auf dem Swen Point Cemetery beigesetzt.
Ihre Mutter, ihre Schwester Sarah Dunn und ihr Bruder Joseph stifteten ihr zu Ehren das Agnes-Hoppin-Memorial-Fellowship-Stipendium, das jungen Frauen ein Studium an der American School of Classical Studies at Athens ermöglichen sollte. Das Stipendium wurde von 1898 bis 1904 vergeben.